# Sinterklaas (gedicht)
Sinterklaas. Uit het Liber Amicorum voor P.C. Boutens is een gedicht van de Nederlandse dichter Jan Prins.

## Geschiedenis
De dichter P.C. Boutens vierde in 1940 zijn 70e verjaardag. Ter gelegenheid daarvan werd hem een Liber amicorum aangeboden. Dit bevindt zich tegenwoordig in de collectie van de Zeeuwse Bibliotheek te Middelburg. Prins, pseudoniem van Christiaan Louis Schepp (1876-1948), schreef dit gedicht voor dit vriendenboek. Dat is tevens beschreven in de catalogus van de Boutenscollectie. Dit gedicht van Prins werd voor het eerst in druk uitgegeven in 2010.

### Uitgave
Het gedicht werd in 2010 gedrukt door de Avalon Pers in een oplage van 250 exemplaren. Het verscheen ter gelegenheid van het afscheid van Ronald Rijkse als conservator bij de Zeeuwse bibliotheek op 3 december 2010, bezorger van de catalogus  van de Middelburgse Boutenscollectie. De tekst werd bezorgd door de biograaf van Boutens, Marco Goud. De uitgave telt acht ongenummerde pagina's die ingenaaid werden in een oranje omslag.